# Patti Harrison
Patti Harrison, född 31 oktober 1990 i Orient, Ohio, är en amerikansk skådespelare.
Patti Harrison har bland annat medverkat i TV-serierna She-Hulk: Attorney at Law från 2022. Hon har även medverkat i filmerna The Lost City från 2022 och Theater Camp från 2023.

## Filmografi (i urval)
- 2022: She-Hulk: Attorney at Law
- 2022: The Lost City
- 2023: Theater Camp